# Duarte Diniz
Pour les articles homonymes, voir Diniz.
Pas d'image ? Cliquez ici

a Compétitions nationales et continentales officielles uniquement.

b Matchs officiels uniquement.
Dernière mise à jour le 29 septembre 2023.
Duarte Diniz, né le 8 novembre 1995 à Lisbonne, est un joueur international portugais de rugby à XV évoluant au poste de talonneur au sein du Grupo Desportivo Direito de Lisboa et avec la franchise des Lusitanos XV.

## Biographie
Duarte Diniz grandit à Lisbonne, où il débute le rugby en 2004 au sein du GD Direito. En 2013, il débute en équipe sénior. Jeune talent du championnat, il est sélectionné pour disputer le Trophée mondial de rugby à XV des moins de 20 ans 2015 qui se déroule au Portugal. Quelques mois plus tard, il débute en sélection nationale, à l'occasion d'un test match face au Kenya.
En 2018, alors qu'il est devenu un joueur régulier de la sélection nationale, il décide de faire une pause dans ses études. Il part en Australie pour une saison, rejoignant le Northern Suburbs RFC qui dispute le Shute Shield, où avaient évolué auparavant d'autres joueurs portugais. À la suite de cette saison, il rentre au GD Direito et réintègre les rangs de la sélection, en étant toutefois moins souvent appelé,. 
En 2021, il est retenu avec les Lusitanos XV, nouvelle franchise portugaise évoluant en Rugby Europe Super Cup. Redevenu un membre régulier de la sélection en 2023, il est logiquement appelé pour participer à la Coupe du monde 2023.

## Statistiques en équipe nationale
| Année | Compétition                                          | Matchs | Points | Essais |
| ----- | ---------------------------------------------------- | ------ | ------ | ------ |
| 2015  | Test match                                           | 1      | -      | -      |
| 2016  | Championnat d'Europe 2014-2016                       | 5      | 10     | 2      |
| 2016  | Trophy 2016-2017                                     | 1      | -      | -      |
| 2016  | Test matchs                                          | 2      | -      | -      |
| 2017  | Trophy 2016-2017                                     | 4      | -      | -      |
| 2017  | Barrage Championship-Trophy 2017                     | 1      | -      | -      |
| 2017  | Test matchs                                          | 1      | -      | -      |
| 2018  | Trophy 2017-2018                                     | 1      | -      | -      |
| 2019  | Trophy 2018-2019                                     | 1      | 5      | 1      |
| 2019  | Barrage Championship-Trophy 2019                     | 1      | -      | -      |
| 2020  | Test matchs                                          | 2      | 5      | 1      |
| 2021  | Championnat d'Europe 2020-2021                       | 3      | -      | -      |
| 2021  | Test matchs                                          | 2      | -      | -      |
| 2022  | Championnat d'Europe 2021-2022                       | 3      | 5      | 1      |
| 2022  | Test matchs                                          | 1      | -      | -      |
| 2022  | Tournoi de repêchage pour la Coupe du monde de rugby | 1      | -      | -      |
| 2023  | Championnat d'Europe 2022-2023                       | 5      | 10     | 2      |
| 2023  | Test matchs,                                         | 1      | -      | -      |
| Total | Total                                                | 36     | 35     | 7      |

| Numéro | Date             | Lieu                                                | Adversaire | Compétition                         | Résultat | Score |
| ------ | ---------------- | --------------------------------------------------- | ---------- | ----------------------------------- | -------- | ----- |
| 1      | 6 février 2016   | Cluj Arena, Cluj-Napoca                             | Roumanie   | Championnat d'Europe 2014-2016      | Défaite  | 39-14 |
| 2      | 27 février 2016  | Stade Rudolf-Kalweit, Hanovre                       | Allemagne  | Championnat d'Europe 2014-2016      | Défaite  | 50-27 |
| 3      | 16 février 2019  | Complexo Municipal de Atletismo de Setúbal, Setúbal | Pologne    | Trophy 2018-2019                    | Victoire | 65-5  |
| 4      | 21 novembre 2020 | Stade national du Jamor - Stade d'Honneur, Oeiras   | Brésil     | Test match                          | Victoire | 30-10 |
| 5      | 26 février 2022  | Stade national du Jamor - Stade d'Honneur, Oeiras   | Pays-Bas   | Rugby Europe Championship 2021-2022 | Victoire | 59-3  |
| 6      | 19 février 2023  | Stade du Restelo, Lisbonne                          | Roumanie   | Rugby Europe Championship 2022-2023 | Victoire | 38-20 |
| 7      | 4 mars 2023      | Stade du Restelo, Lisbonne                          | Espagne    | Rugby Europe Championship 2022-2023 | Victoire | 27-10 |

## Palmarès

### En club et franchise
- Vainqueur du Championnat du Portugal en 2015 et 2016 avec le GD Direito.
- Finaliste du Championnat du Portugal en 2021 et 2022 avec le GD Direito.
- Finaliste de la Rugby Europe Super Cup en 2021-2022 avec les Lusitanos XV.

### En sélection nationale
- Vainqueur du Trophy en 2016-2017, 2017-2018 et 2018-2019 avec le Portugal.
- Finaliste du Championnat d'Europe en 2023 avec le Portugal.